# Фаворин
Фавори́н (Фаворин Арелатский, Фаворин из Арелата; др.-греч. Φαβωρῖνος, лат. Favorinus; ок. 81 — ок. 150) — древнегреческий ритор (софист, представитель второй софистики) и философ-скептик.

## Биография
Галл по рождению, родом из Арелата (Арелаты) в Галлии (современный Арль), Фаворин с раннего возраста начал странствовать по Греции, Италии и Востоку. Учился сперва в Массилии (современный Марсель), затем, по-видимому, в Риме, был учеником Диона Хризостома. Возможно, Фаворин лично знал Эпиктета или даже был и его учеником. Фаворин выступал как оратор в Риме и во многих греческих городах. Красноречие и обширные познания снискали Фаворину известность и в Афинах, и в Риме. Хотя Фаворин выступал прежде всего на древнегреческом языке и писал только на нём, он считался также знатоком римской литературы.
Находясь в Афинах, Фаворин преподавал риторику и сделался приятелем Герода Аттика. Около 130 года н. э. Фаворин переселился в Рим, где некоторое время пользовался расположением римского императора Адриана. В Риме же у него учился риторике Авл Геллий, там же он вошёл в дружбу с Плутархом, который посвятил ему книгу.
Фаворин был приятелем многих: Плутарха, Корнелия Фронтона, Авла Геллия, Деметрия Киника и Герода Аттика (последнему он завещал свою библиотеку в Риме). Сильным соперником Фаворина, которого он яростно критиковал в свои поздние годы, был Полемон из Смирны.
Когда Фаворин надоел Адриану своими возражениями, то утратил его благосклонность и был изгнан из Рима на Хиос (вместе с ним подверглись изгнанию и другие философы). Адриан заставил Фаворина замолчать в споре, в котором софист, возможно, легко опроверг бы своего противника; впоследствии Фаворин отвечал на упрёки тем возражением, что было бы глупо критиковать логику хозяина тридцати легионов. Когда раболепные афиняне, желая продемонстрировать своё согласие с императорским неудовольствием, снесли статую, которую они установили Фаворину, тот заметил, что если бы у Сократа тоже была статуя в Афинах, это сберегло бы цикуту.
С Хиоса в Рим Фаворин возвратился при Антонине Пии и жил далее в достатке и славе.
Фаворин описывается как евнух (εὐνοῦχος) по рождению. Антоний Полемон, автор трактата по физиогномике, описал Фаворина как «евнуха, рожденного без яичек», без бороды и с высоким тонким голосом, в то время как Филострат описал его как «гермафродита». Таким образом, по предположениям, Фаворин был интерсекс-человеком с синдромом частичной нечувствительности к андрогенам.

## Сочинения
Из многочисленных риторических и философских сочинений Фаворина сохранились в основном лишь небольшие отрывки, сохранённые Авлом Геллием, Диогеном Лаэртским, Филостратом и византийским словарём Суда.
- Речи
  - «Коринфская речь». Сохранилась под именем Диона Хризостома (в сборнике речей последнего — речь 37).
  - «О судьбе». Сохранилась под именем Диона Хризостома (в сборнике — речь 64).
  - «Речь на изгнание» («На изгнание»). Написана на Хиосе. Найдены обширные папирусные фрагменты.
- Философские сочинения
  - «Пирроновские тропы» в 10 книгах (др.-греч. «Πυρρώνειοι τρόποι»). Главное философское сочинение Фаворина. Фрагменты есть у Филострата и Диогена Лаэртского[источник не указан 3138 дней].
- Сборники выписок. Энциклопедические по широте охвата материала сочинения
  - «Пёстрые истории» («Пёстрые рассказы», «Разнообразное повествование») в 24 книгах (др.-греч. «Παντοδαπὴ ἱστορία»). Источник Диогена Лаэртского.
  - «Памятные записки» по меньшей мере в 5 книгах (др.-греч. «Ἀπομνημονεύματα»). Источник Диогена[источник не указан 3138 дней].

## Риторика
Фаворин принадлежал ко второй софистике. Для его риторической прозы, как и для прозы многих представителей этого направления, была характерна тонкая стилизация аттического диалекта древнегреческого языка классических ораторов IV века до н. э.

## Философия
В философии Фаворин склонялся к скептицизму. Название его сочинения («Пирроновские тропы») и использование тропов Энесидема указывают на его близость к пирроновскому скепсису. Но, по-видимому, он использовал и методы Новой Академии. В своей книге Фаворин стремился показать, что методы Пиррона были бы полезны для тех, кто намеревался выступать в судах.

## Издания
- В серии «Collection Budé»: Favorinos d’Arles. Oeuvres — tome I. Introduction générale — Témoignages — Discours aux Corinthiens — Sur la fortune. Texte établi et commenté par E. Amato, traduit par Y. Julien. Paris, Les Belles Lettres 2005.

Favorinos d’Arles. Oeuvres — tome III. Fragments. Texte établi, traduit et commenté par E. Amato. Paris, Les Belles Lettres 2010.